# Elaeoselinum meoides
Elaeoselinum meoides là một loài thực vật có hoa trong họ Hoa tán. Loài này được (Desf.) W.D.J.Koch ex DC. mô tả khoa học đầu tiên năm 1830.